# Antonino Bernardini
Antonino Bernardini (Roma, 21 de junho de 1974) é um ex-futebolista e treinador profissional italiano que atuava de meio-campista.

## Carreira
Começou na Roma, jogou por mais tempo na Atalanta BC. Bernardini também pela AS Roma, Torino, Perugia, Salernitana e Vicenza.

## Seleção
Ele representou a Seleção Italiana de Futebol nas Olimpíadas de 1996.